# Tupinambá (Indiaporã)
Tupinambá é um bairro rural (área urbana isolada) do município brasileiro de Indiaporã, no interior do estado de São Paulo.

## História

### Origem
O bairro foi fundado no ano de 1947, devido a um razoável número de pequenas propriedades rurais no seu entorno, e onde havia a demanda de mão de obra para realizar os trabalhos na lavoura. Muitos trabalhadores que residiam em Indianópolis (atual Indiaporã), povoado vizinho, ali vieram trabalhar e se estabeleceram no povoado prestando serviços aos fazendeiros e sitiantes da redondeza.
Na ocasião da construção da praça principal, havia duas quadras de terrenos que poderiam servir para tal finalidade, sendo que uma pertencia a Manoel Francisco de Andrade e a outra a seu irmão, José Francisco de Andrade.
Os dois queriam que fosse edificada a capela em seu terreno. Após intermediação dos moradores, ficou decidido que José Francisco de Andrade doasse o terreno da praça, onde foi construída em sistema de mutirão a capela, e no terreno de Manoel Francisco de Andrade fosse construído o campo de futebol.
O nome Tupinambá surgiu após discussões entre os fundadores, eles queriam escolher um nome que tivesse ligação com índios, em razão disto prevaleceu Tupinambá, que é o nome de um povo indígena brasileiro, apesar de que foram os índios Caiapós os que habitaram a região.
Considerou-se também na escolha a forte ligação com o povoado vizinho que chamava-se Indianópolis (atual Indiaporã), cujo nome é a junção de duas palavras: "polis" que em grego é cidade e "indiana" que é uma homenagem a existência de remanescentes silvícolas nos primórdios da colonização, resultando no termo “cidade dos índios”.

### Formação administrativa
- Pedido para criação do distrito através de processo que deu entrada na Assembléia Legislativa do Estado de São Paulo no ano de 1958, mas como não atendia os requisitos necessários exigidos por lei para tal finalidade o processo foi arquivado[4].

## Geografia

### Localização
Tupinambá é um bairro distante aproximadamente 9,8 km de Indiaporã.

### Demografia

#### População urbana
| Crescimento população urbana | Crescimento população urbana | Crescimento população urbana | Crescimento população urbana |
| Censo                        | Pop.                         |                              | %±                           |
| ---------------------------- | ---------------------------- | ---------------------------- | ---------------------------- |
| 2010                         | 122                          |                              | —                            |
| 2022                         | 127                          |                              | 4,1%                         |
| Fonte: IBGE e Fundação SEADE |                              |                              |                              |

Até o Censo 2010 (IBGE) Tupinambá era classificado pelo IBGE como área urbana isolada do distrito sede.

### Rodovias
O principal acesso ao bairro é a estrada vicinal Indiaporã-Mira Estrela.

## Serviços públicos

### Saneamento
O serviço de abastecimento de água é feito pela Companhia de Saneamento Básico do Estado de São Paulo (SABESP).

### Energia
A responsável pelo abastecimento de energia elétrica é a Neoenergia Elektro, antiga CESP.

## Religião
O Cristianismo se faz presente no bairro da seguinte forma:

### Igreja Católica
- A igreja faz parte da Diocese de Jales[12].

### Igrejas Evangélicas
- Congregação Cristã no Brasil[13].